# Cova de Ljubačevo
La cova Ljubačevo és una cova situada al poble de Ljubačevo, al municipi de Banja Luka, a 14 quilòmetres del centre de Banja Luka, a la República de Srpska, Bòsnia i Hercegovina. Està situat a una altitud de 420 metres.Fins a l'obertura de la pedrera, la longitud de la cova va ser de 700 metres i ara només té 338 metres, ja que una part del sistema subterrani va ser destruït permanentment a causa de les obres. És únic en formes excepcionals i excèntriques (helicetes), que, en contrast amb les lleis físiques i les de la terra, van en totes direccions.